# Mbabaram
Mbabaram är ett utdött australiskt språk. Mbabaram tillhörde de pama-nyunganska språken.